# 米尔扎·泰勒托维奇
米爾扎·泰利托維奇（1985年9月17日—）是一位波士尼亞出生的籃球運動員。他曾先後效力於NBA球隊布魯克林籃網、菲尼克斯太阳和密爾瓦基公鹿，2018年退役。他也是波士尼亞國家籃球隊的隊長。他在場上主要的位置是大前鋒。